# Keiichi Suzuki
Keiichi Suzuki (鈴木 惠一 Suzuki Keiichi?, Prefectura de Karafuto, Japón; 10 de noviembre de 1942 – 21 de enero de 2025) fue un patinador de patinaje de velocidad sobre hielo japonés.

## Carrera
Participó en tres ediciones de los Juegos Olímpicos de Invierno, la primera de ellas fue en Innsbruck 1964 donde participó en dos eventos; en la prueba de 500 metros donde finalizó en quinto lugar, quedando por una décima fuera de las medallas; y en el evento de 1500 metros terminó en la posición 31 entre 54 participantes,
Su segunda aparición fue en Grenoble 1968 donde volvió a participar en el evento de 500 donde finalizó en octavo lugar entre 48 participantes, y en los 1500 metros volvió a terminar en el puesto 31.
Su tercera aparición fue en Sapporo 1972 donde también hizo el juramento olímpico, y solo participó en el evento de 500 metros dónde terminó en la posición 19 entre 38 participantes,
Su mayor logró fue la medalla de plata en el Campeonato Mundial de Patinaje de Velocidad sobre Hielo en Distancia Corta de 1970 en West Allis en el evento de 500 metros.

## Récord mundiales
| Evento  | Tiempo | Fecha              | Sede                      |
| ------- | ------ | ------------------ | ------------------------- |
| 500 m   | 39.2   | 1 de marzo de 1969 | Eisstadion Inzell, Inzell |
| 500 m   | 38.71  | 7 de marzo de 1970 | Eisstadion Inzell, Inzell |
| Fuente: |        |                    |                           |

## Muerte
Suzuki murió a causa de una falla renal el 21 de enero de 2025 a los 82 años.